# Weltmeisterschaften im Gewichtheben 1989
Die 3. Weltmeisterschaften im Gewichtheben der Frauen fanden vom 24. bis 26. November 1989 in der britischen Stadt Manchester statt, während die 62. Weltmeisterschaften im Gewichtheben der Männer vom 16. bis 23. September 1989 in der griechischen Hauptstadt Athen ausgetragen wurden. An den von der International Weightlifting Federation (IWF) im Zweikampf (Reißen und Stoßen) organisierten Wettkämpfen nahmen 133 Gewichtheberinnen aus 25 Nationen und 220 Gewichtheber aus 37 Nationen teil.

## Medaillengewinner

### Männer

#### Klasse bis 52 Kilogramm
| Disziplin | Gold         | Gold     | Silber          | Silber   | Bronze          | Bronze   |
| --------- | ------------ | -------- | --------------- | -------- | --------------- | -------- |
| Reißen    | He Zhuoqiang | 117,5 kg | Iwan Iwanow     | 117,5 kg | Traian Cihărean | 115,0 kg |
| Stoßen    | Iwan Iwanow  | 155,0 kg | Traian Cihărean | 145,0 kg | He Zhuoqiang    | 145,0 kg |
| Zweikampf | Iwan Iwanow  | 272,5 kg | He Zhuoqiang    | 262,5 kg | Traian Cihărean | 260,0 kg |

#### Klasse bis 56 Kilogramm
| Disziplin | Gold               | Gold     | Silber             | Silber   | Bronze       | Bronze   |
| --------- | ------------------ | -------- | ------------------ | -------- | ------------ | -------- |
| Reißen    | Liu Shoubin        | 130,0 kg | Hafız Süleymanoğlu | 130,0 kg | He Yingqiang | 125,0 kg |
| Stoßen    | Hafız Süleymanoğlu | 157,5 kg | Chun Byung-kwan    | 155,0 kg | Liu Shoubin  | 155,0 kg |
| Zweikampf | Hafız Süleymanoğlu | 287,5 kg | Liu Shoubin        | 285,0 kg | He Yingqiang | 280,0 kg |

#### Klasse bis 60 Kilogramm
| Disziplin | Gold              | Gold     | Silber          | Silber   | Bronze        | Bronze   |
| --------- | ----------------- | -------- | --------------- | -------- | ------------- | -------- |
| Reißen    | Naim Süleymanoğlu | 145,0 kg | Attila Czanka   | 137,5 kg | Ri Jae-son    | 137,5 kg |
| Stoßen    | Naim Süleymanoğlu | 172,5 kg | Nikolaj Pešalov | 170,0 kg | Attila Czanka | 167,5 kg |
| Zweikampf | Naim Süleymanoğlu | 317,5 kg | Nikolaj Pešalov | 307,5 kg | Attila Czanka | 305,0 kg |

#### Klasse bis 67,5 Kilogramm
| Disziplin | Gold               | Gold     | Silber       | Silber   | Bronze        | Bronze   |
| --------- | ------------------ | -------- | ------------ | -------- | ------------- | -------- |
| Reißen    | Israjel Militosjan | 160,0 kg | Joto Jotow   | 155,0 kg | Kim Myong-nam | 152,5 kg |
| Stoßen    | Israjel Militosjan | 187,5 kg | Andreas Behm | 182,5 kg | Joto Jotow    | 182,5 kg |
| Zweikampf | Israjel Militosjan | 347,5 kg | Joto Jotow   | 337,5 kg | Kim Myong-nam | 327,5 kg |

#### Klasse bis 75 Kilogramm
| Disziplin | Gold                  | Gold     | Silber                | Silber   | Bronze             | Bronze   |
| --------- | --------------------- | -------- | --------------------- | -------- | ------------------ | -------- |
| Reißen    | Cai Yanshu            | 160,0 kg | Altimurat Orazdurdiev | 160,0 kg | Pablo Lara         | 157,5 kg |
| Stoßen    | Altimurat Orazdurdiev | 202,5 kg | Jon Chol-ho           | 200,0 kg | Alexander Warbanow | 200,0 kg |
| Zweikampf | Altimurat Orazdurdiev | 362,5 kg | Pablo Lara            | 357,5 kg | Jon Chol-ho        | 355,0 kg |

#### Klasse bis 82,5 Kilogramm
| Disziplin | Gold         | Gold     | Silber              | Silber   | Bronze          | Bronze   |
| --------- | ------------ | -------- | ------------------- | -------- | --------------- | -------- |
| Reißen    | Kiril Kounev | 172,5 kg | Ingo Steinhöfel     | 170,0 kg | Sergei Li       | 170,0 kg |
| Stoßen    | Kiril Kounev | 212,5 kg | Plamen Bratojtschew | 210,0 kg | Ingo Steinhöfel | 207,5 kg |
| Zweikampf | Kiril Kounev | 385,0 kg | Plamen Bratojtschew | 380,0 kg | Ingo Steinhöfel | 377,5 kg |

#### Klasse bis 90 Kilogramm
| Disziplin | Gold             | Gold     | Silber           | Silber   | Bronze          | Bronze   |
| --------- | ---------------- | -------- | ---------------- | -------- | --------------- | -------- |
| Reißen    | Sergey Syrtsov   | 185,0 kg | Anatoli Chrapaty | 185,0 kg | Iwan Tschakarow | 180,0 kg |
| Stoßen    | Anatoli Chrapaty | 230,0 kg | Sergey Syrtsov   | 222,5 kg | Iwan Tschakarow | 220,0 kg |
| Zweikampf | Anatoli Chrapaty | 415,0 kg | Sergey Syrtsov   | 407,5 kg | Iwan Tschakarow | 400,0 kg |

#### Klasse bis 100 Kilogramm
| Disziplin | Gold           | Gold     | Silber         | Silber   | Bronze         | Bronze   |
| --------- | -------------- | -------- | -------------- | -------- | -------------- | -------- |
| Reißen    | Nicu Vlad      | 190,0 kg | Petar Stefanow | 187,5 kg | Pawel Kusnezow | 180,0 kg |
| Stoßen    | Petar Stefanow | 227,5 kg | Udo Guse       | 222,5 kg | Nicu Vlad      | 222,5 kg |
| Zweikampf | Petar Stefanow | 415,0 kg | Nicu Vlad      | 412,5 kg | Pawel Kusnezow | 400,0 kg |

#### Klasse bis 110 Kilogramm
| Disziplin | Gold         | Gold     | Silber             | Silber   | Bronze             | Bronze   |
| --------- | ------------ | -------- | ------------------ | -------- | ------------------ | -------- |
| Reißen    | Ronny Weller | 202,5 kg | Juri Sacharewitsch | 202,5 kg | Andrew Davies      | 185,0 kg |
| Stoßen    | Stefan Botev | 242,5 kg | Mirosław Dąbrowski | 212,5 kg | Andrew Davies      | 210,0 kg |
| Zweikampf | Stefan Botev | 427,5 kg | Andrew Davies      | 395,0 kg | Mirosław Dąbrowski | 382,5 kg |

#### Klasse über 110 Kilogramm
| Disziplin | Gold                  | Gold     | Silber             | Silber   | Bronze             | Bronze   |
| --------- | --------------------- | -------- | ------------------ | -------- | ------------------ | -------- |
| Reißen    | Aleksandr Kurlowitsch | 215,0 kg | Rizvan Geliskhanov | 200,0 kg | Michael Schubert   | 195,0 kg |
| Stoßen    | Aleksandr Kurlowitsch | 245,0 kg | Manfred Nerlinger  | 242,5 kg | Rizvan Geliskhanov | 232,5 kg |
| Zweikampf | Aleksandr Kurlowitsch | 460,0 kg | Rizvan Geliskhanov | 432,5 kg | Michael Schubert   | 425,0 kg |

### Frauen

#### Klasse bis 44 Kilogramm
| Disziplin | Gold     | Gold     | Silber         | Silber   | Bronze                | Bronze   |
| --------- | -------- | -------- | -------------- | -------- | --------------------- | -------- |
| Reißen    | Xing Fen | 72,5 kg  | Kunjarani Devi | 57,5 kg  | Bastiyah Said Muhamad | 57,5 kg  |
| Stoßen    | Xing Fen | 92,5 kg  | Kunjarani Devi | 75,0 kg  | Bastiyah Said Muhamad | 72,5 kg  |
| Zweikampf | Xing Fen | 165,0 kg | Kunjarani Devi | 132,5 kg | Bastiyah Said Muhamad | 130,0 kg |

#### Klasse bis 48 Kilogramm
| Disziplin | Gold         | Gold     | Silber          | Silber   | Bronze      | Bronze   |
| --------- | ------------ | -------- | --------------- | -------- | ----------- | -------- |
| Reißen    | Huang Xiaoyu | 75,0 kg  | Choi Myung-shik | 65,0 kg  | Robin Byrd  | 62,5 kg  |
| Stoßen    | Huang Xiaoyu | 97,5 kg  | Choi Myung-shik | 82,5 kg  | Chu Nan-mei | 77,5 kg  |
| Zweikampf | Huang Xiaoyu | 172,5 kg | Choi Myung-shik | 147,5 kg | Chu Nan-mei | 137,5 kg |

#### Klasse bis 52 Kilogramm
| Disziplin | Gold        | Gold     | Silber        | Silber   | Bronze       | Bronze   |
| --------- | ----------- | -------- | ------------- | -------- | ------------ | -------- |
| Reißen    | Peng Liping | 77,5 kg  | Hiromi Uemura | 70,0 kg  | Chhaya Adak  | 65,0 kg  |
| Stoßen    | Peng Liping | 107,5 kg | Hiromi Uemura | 85,0 kg  | Siyka Stoeva | 82,5 kg  |
| Zweikampf | Peng Liping | 185,0 kg | Hiromi Uemura | 155,0 kg | Siyka Stoeva | 147,5 kg |

#### Klasse bis 56 Kilogramm
| Disziplin | Gold       | Gold     | Silber           | Silber   | Bronze           | Bronze   |
| --------- | ---------- | -------- | ---------------- | -------- | ---------------- | -------- |
| Reißen    | Xing Liwei | 77,5 kg  | Lalita Polley    | 72,5 kg  | Janeta Georgieva | 77,5 kg  |
| Stoßen    | Xing Liwei | 102,5 kg | Shyamala Shetty  | 92,5 kg  | Yang Mei-tzu     | 90,0 kg  |
| Zweikampf | Xing Liwei | 180,0 kg | Janeta Georgieva | 162,5 kg | Lalita Polley    | 160,0 kg |

#### Klasse bis 60 Kilogramm
| Disziplin | Gold  | Gold     | Silber            | Silber   | Bronze               | Bronze   |
| --------- | ----- | -------- | ----------------- | -------- | -------------------- | -------- |
| Reißen    | Ma Na | 87,5 kg  | Camelia Nikolaeva | 87,5 kg  | Daniela Kerkelowa    | 82,5 kg  |
| Stoßen    | Ma Na | 115,0 kg | Camelia Nikolaeva | 115,0 kg | Maria Christoforidou | 100,0 kg |
| Zweikampf | Ma Na | 202,5 kg | Camelia Nikolaeva | 202,5 kg | Daniela Kerkelowa    | 182,5 kg |

#### Klasse bis 67,5 Kilogramm
| Disziplin | Gold         | Gold     | Silber       | Silber   | Bronze          | Bronze   |
| --------- | ------------ | -------- | ------------ | -------- | --------------- | -------- |
| Reißen    | Guo Qiuxiang | 97,5 kg  | Mária Takács | 87,5 kg  | Diana Fuhrman   | 87,5 kg  |
| Stoßen    | Guo Qiuxiang | 122,5 kg | Mária Takács | 112,5 kg | Kumi Haseba     | 107,5 kg |
| Zweikampf | Guo Qiuxiang | 220,0 kg | Mária Takács | 200,0 kg | Valkana Tosheva | 190,0 kg |

#### Klasse bis 75 Kilogramm
| Disziplin | Gold                | Gold     | Silber       | Silber   | Bronze        | Bronze   |
| --------- | ------------------- | -------- | ------------ | -------- | ------------- | -------- |
| Reißen    | Milena Trendafilova | 95,0 kg  | Arlys Kovach | 92,5 kg  | Zhang Xiaoli  | 90,0 kg  |
| Stoßen    | Milena Trendafilova | 125,0 kg | Zhang Xiaoli | 125,0 kg | Chen Shu-chih | 110,0 kg |
| Zweikampf | Milena Trendafilova | 220,0 kg | Zhang Xiaoli | 215,0 kg | Arlys Kovach  | 202,5 kg |

#### Klasse bis 82,5 Kilogramm
| Disziplin | Gold        | Gold     | Silber        | Silber   | Bronze       | Bronze   |
| --------- | ----------- | -------- | ------------- | -------- | ------------ | -------- |
| Reißen    | Li Hongling | 102,5 kg | María Urrutia | 100,0 kg | Judy Oakes   | 87,5 kg  |
| Stoßen    | Li Hongling | 137,5 kg | María Urrutia | 130,0 kg | Erika Takács | 117,5 kg |
| Zweikampf | Li Hongling | 240,0 kg | María Urrutia | 230,0 kg | Judy Oakes   | 202,5 kg |

#### Klasse über 82,5 Kilogramm
| Disziplin | Gold           | Gold     | Silber         | Silber   | Bronze           | Bronze   |
| --------- | -------------- | -------- | -------------- | -------- | ---------------- | -------- |
| Reißen    | Karyn Marshall | 110,0 kg | Han Changmei   | 105,0 kg | Christina Ilieva | 82,5 kg  |
| Stoßen    | Han Changmei   | 137,5 kg | Karyn Marshall | 130,0 kg | Carol Cady       | 105,0 kg |
| Zweikampf | Han Changmei   | 242,5 kg | Karyn Marshall | 240,0 kg | Carol Cady       | 185,0 kg |